# Rollcage
Rollcage is een racespel dat werd ontwikkeld door Attention to Detail en uitgegeven door Psygnosis. Het spel kwam in 1999 uit voor de PlayStation en Windows. Het doel van het spel is het winnen van autoraces, waardoor er nieuwe racecircuits en auto's vrijgespeeld worden. Het spel heeft verschillende circuits en auto's kunnen tegen muren rijden. Het spel kan met zes personen gespeeld worden. De namen van de drivers zijn: Tony, Lothar, Ria, Jet, Leon and Lenny. Het perspectief van het spel is in de derde persoon.
Er is een vervolg gepland van het spel onder der naam: Rollcage Stage II.

## Muziektracks
1. Pascal - "Cool Manœuvre"
2. Freestyles - "Feel"
3. Hoax - "Abracada(bra)"
4. E-Z Rollers - "Tought At The Top (Origin Unknown Remix)"
5. E-Z Rollers - "Soundclash"
6. Pressure Rise - "Bamboo Lounge"
7. Danbass - "Gotta Learn"
8. Ashley Beedle presents the Ushi Classen Band - "Do You Believe In Love?"
9. Ed Rush & Nico - "Technoloy (Boymerang Remix)"
10. Les Rosbifs - "BSE Mon Ami"
11. Aphrodite - "King Of The Beats"
12. Fatboy Slim - "Soul Surfing"
13. Fatboy Slim - "Love Island"
14. Ratman - "Sole Sentiment"

## Ontvangst
| Beoordeeld door                | Platform    | Datum            | Score |
| ------------------------------ | ----------- | ---------------- | ----- |
| Power Unlimited                | PlayStation | maart 1999       | 94%   |
| Gamezilla                      | Windows     | 29 maart 1999    | 91%   |
| Absolute Playstation           | PlayStation | maart 1999       | 90%   |
| PC Zone                        | Windows     | 13 augustus 2001 | 88%   |
| Super Play                     | PlayStation | februari 1999    | 82%   |
| GameGenie                      | PlayStation | 1999             | 80%   |
| Power Play                     | Windows     | februari 1999    | 79%   |
| Jeuxvideo.com                  | PlayStation | 8 april 1999     | 75%   |
| Adrenaline Vault, The (AVault) | Windows     | 31 maart 1999    | 70%   |
| Computer Gaming World (CGW)    | Windows     | juni 1999        | 60%   |